# Anderson Luis de Souza
Anderson Luis de Souza, de sobrenom Deco (pronunciació en català: [ˈdɛku]), (São Bernardo do Campo, 27 d'agost de 1977) és un exfutbolista brasiler, nacionalitzat portuguès. Actualment és el director esportiu del Futbol Club Barcelona.
Jugava al mig del camp com a organitzador del joc ofensiu. Un dels seus moments més importants en la seva carrera professional el trobem quan l'equip del FC Porto va alçar la Champions League l'any 2004, amb l'entrenador José Mourinho al capdavant. L'any següent va arribar al Futbol Club Barcelona, i a les ordres de Frank Rijkaard va guanyar la seva primera Lliga espanyola la temporada 2004-2005. La temporada 2005-2006 va revalidar el títol de lliga i guanyà, novament, la Champions League, aquesta vegada amb l'equip blaugrana.
El dia 30 de juny del 2008 es feu oficial el seu traspàs al Chelsea FC, per un preu de 10.000.000 €. El 6 d'agost del 2010 s'anuncia el seu fitxatge pel Fluminense, club en el qual es va retirar el 2013. Amb el Fluminensa va guanyar la Taça de ouro el 2010 i el 2012.

## Internacional
Ha estat internacional amb la selecció de futbol de Portugal en 75 ocasions i va marcar cinc gols. El seu debut com internacional va ser el 29 de març de 2003 en el partit de Portugal precisament contra el Brasil a la que van guanyar per 2 a 1. En aquest partit Deco va entrar com a suplent i va ser l'autor d'un gol de lliure directe que va donar la victòria a la selecció portuguesa: el primer triomf lusità sobre els brasilers en 37 anys. Va participar amb la selecció portuguesa en la Eurocopa 2004 en la qual va aconseguir el subcampionat al perdre contra Grècia per un a zero.

## Trajectòria
| Club               | Any       |
| ------------------ | --------- |
| Nacional Sao Paulo | 1995-1997 |
| SC Corinthians     | 1997      |
| FC Alverca         | 1997-1998 |
| SC Salgueiros      | 1998      |
| FC Porto           | 1999-2004 |
| FC Barcelona       | 2004-2008 |
| Chelsea FC         | 2008-2010 |
| Fluminense         | 2010-2013 |

## Palmarès

### Campionats estatals
| Títol               | Club         | Any     |
| ------------------- | ------------ | ------- |
| Lliga portuguesa    | FC Porto     | 2000-01 |
| Copa portuguesa     | FC Porto     | 2000-01 |
| Lliga portuguesa    | FC Porto     | 2002-03 |
| Copa portuguesa     | FC Porto     | 2002-03 |
| Lliga portuguesa    | FC Porto     | 2003-04 |
| Copa portuguesa     | FC Porto     | 2003-04 |
| Copa Catalunya      | FC Barcelona | 2004-05 |
| Lliga espanyola     | FC Barcelona | 2004-05 |
| Supercopa d'Espanya | FC Barcelona | 2005    |
| Lliga espanyola     | FC Barcelona | 2005-06 |
| Supercopa d'Espanya | FC Barcelona | 2006    |
| Copa Catalunya      | FC Barcelona | 2006-07 |
| FA Cup              | Chelsea FC   | 2007    |
| Community Shield    | Chelsea FC   | 2009    |
| FA Premier League   | Chelsea FC   | 2009-10 |
| Taça de ouro        | Fluminense   | 2010    |
| Taça de ouro        | Fluminense   | 2012    |

### Títols internacionals
| Títol             | Equip        | Any       |
| ----------------- | ------------ | --------- |
| Copa de la UEFA   | FC Porto     | 2002-2003 |
| Lliga de Campions | FC Porto     | 2003-2004 |
| Lliga de Campions | FC Barcelona | 2005-2006 |

### Distincions individuals
| Distinció                                          | Any                             |
| -------------------------------------------------- | ------------------------------- |
| Millor jugador de la final de la Lliga de Campions | 2003 - 04                       |
| Pilota de Plata                                    | 2004                            |
| Futbolista de l'any de la UEFA                     | 2003- 04                        |
| Millor migcampista de la Lliga de Campions         | 2005 - 06                       |
| ESM Equip de l'any                                 | 2004-05                         |
| FIFA Club World Cup Golden Ball                    | 2006                            |
| Futbolista de l'any de la Lliga Portuguesa         | 2003-04                         |
| Premi al millor esportista portuguès a l'estranger | 2006                            |
| Jugador del mes de la Premier League               | Agost 2008                      |
| Millor jugador del Campionat carioca               | 2012                            |
| Millor migcampista del Campionat carioca           | 2012                            |
| Globe Soccer Award a la carrera com a jugador      | 2013                            |
| Golden Foot                                        | 2016, com a llegenda del futbol |